# Hugo Wendler Pedersen
Hugo Wendler Pedersen (født 29. maj 1938 på Nørrebro i København, død 1. april 2025) var en dansk jurist og forhenværende højesteretsdommer.
Hugo Wendler Pedersen var student fra Skt. Jørgens Gymnasium 1957 og blev uddannet cand.jur. fra Københavns Universitet 1965. Herefter arbejdede han ti år i Justitsministeriet. I 1975 blev han den første formand for Forbrugerklagenævnet, og han etablerede det system, der banede vej for forskellige brancheankenævn. I 1980 blev han dommer i Vestre Landsret efterfulgt af udnævnelsen til højesteretsdommer 1990. I 2008 forlod han embedet i utide, da begrænsningen af dommeres bijob ville hindre ham i at fortsætte sit kommissionsarbejde.
I 1998 var han blevet formand for det udvalg, som uformelt har fået hans navn: Wendler Pedersen-udvalget (egl. Udvalget vedrørende Politiets og Forsvarets Efterretningstjenester).
Wendler Pedersen er formand for Realkreditankenævnet og har været formand for Dommerudnævnelsesrådet, Advokatnævnet og Registerrådet/Datarådet fra 1991 til 2004. Voldgiftsdommer fra 1994 i Voldgiftsnævnet for Bygge- og Anlægsvirksomhed, (formand for Præsidiet 2003-2007). Han er ikke dekoreret og må altså have afslået af modtage Dannebrogordenen.
Han var fra 4. februar 1961 til sin død gift med billedkunstner Anna-Lise Wendler Pedersen (født 9. marts 1937 i Bagsværd).
Hugo Wendler Pedersen er begravet på Frederiksberg Ældre Kirkegård.